# Luci Escriboni Libó (cònsol 192 aC)
Luci Escriboni Libó (llatí: Lucius Scribonius Libo) va ser un magistrat romà. Formava part de la gens Escribònia, i era de la família dels Escriboni Libó. d'origen plebeu.
Va ser edil curul el 193 aC junt amb Aule Atili Serrà. Van ser els primers edils que van celebrar les Megalènsia com a ludi scenici, on es feien grans representacions teatrals. També durant l'exercici del seu càrrec es van assignar seients al teatre als senadors, diferenciats de la resta del poble.
L'any 192 aC va ser elegit cònsol i va obtenir la peregrina jurisdictio.
L'any 185 aC va ser un dels triumviri coloniae deducendae, triumvirs encarregats d'establir colònies a Sipontum i Buxentum.